# Mieczysław Horszowski
Mieczysław Horszowski (23 de junho de 1892 - 22 de maio de 1993) foi um pianista polonês. Teve uma das mais longas carreiras da história das artes performáticas.

## Carreira

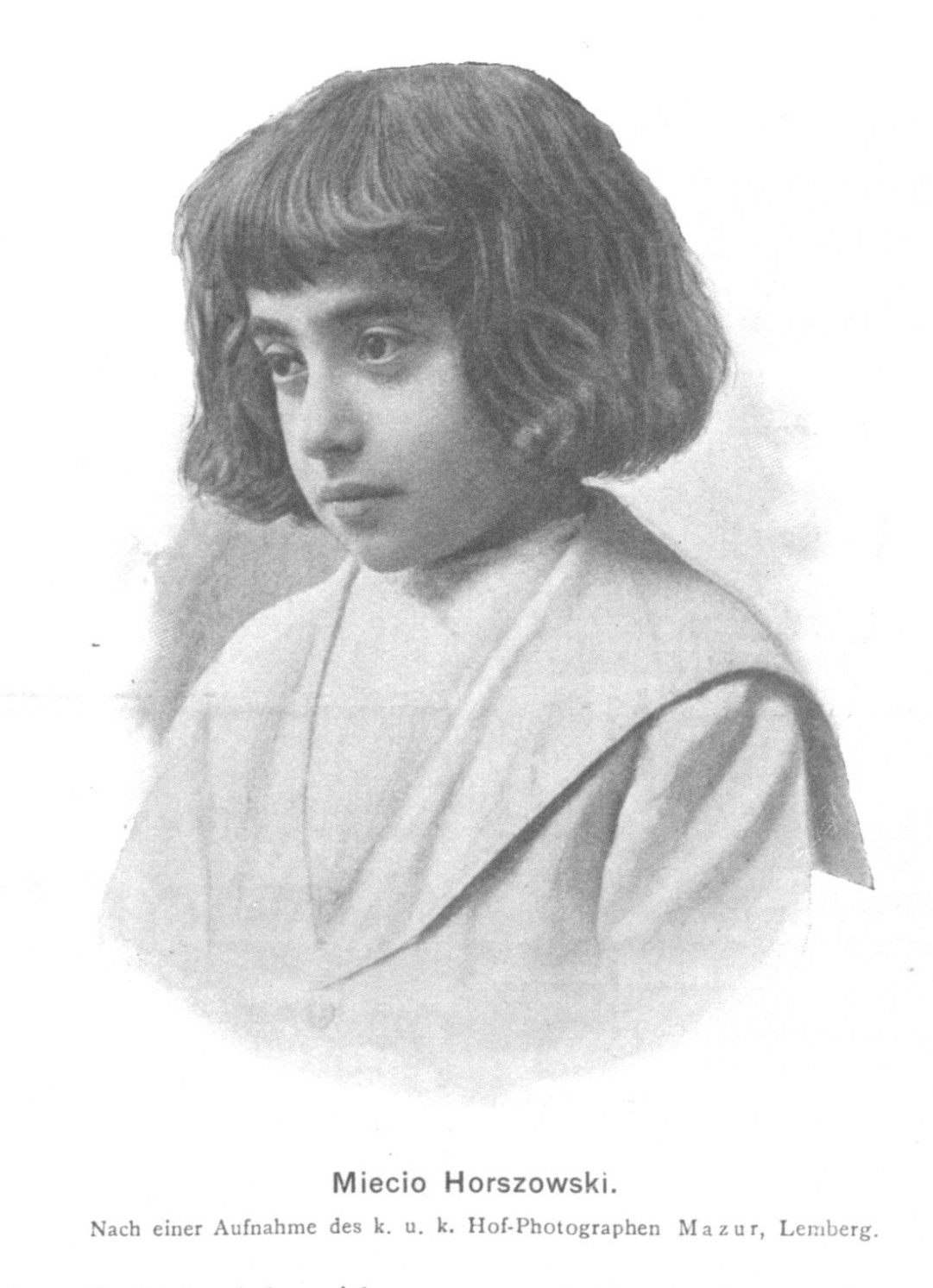
Mieczysław "Miecio" Horszowski em 1902

Horszowski, que tinha apenas um metro e meio de altura, tinha mãos bastante pequenas, alcançando pouco mais de uma oitava; no entanto, Allan Kozinn do The New York Times observou que "ele transformou essa limitação em um trunfo ao se concentrar na música que foi escrita em uma escala mais compacta e fez exigências intelectuais em vez de físicas". As performances de Horszowski eram conhecidas por sua qualidade natural e não forçada, equilibrando intelecto e emoção. Ele era frequentemente elogiado por sua qualidade tonal, como era comum para os alunos de Leschetizky.
Tendo retornado aos palcos de concertos com o incentivo de Pablo Casals, fixou residência em Milão após a Primeira Guerra Mundial, permanecendo lá até emigrar para os Estados Unidos durante a Segunda Guerra Mundial. Após a guerra, Horszowski deu frequentemente recitais com artistas como Casals, Alexander Schneider, Joseph Szigeti e o Quarteto de Budapeste. Ele frequentemente aparecia no Festival Prades e no Festival Marlboro.
A partir de 1940, Horszowski morou nos Estados Unidos, primeiro na cidade de Nova York e depois na Filadélfia. Ele se tornou cidadão americano em 1948. Horszowski se apresentou com a Orquestra Sinfônica da NBC sob Toscanini, de quem era amigo, em 1943 e 1953. Durante a temporada de 1954-1955, ele deu um ciclo memorável de todas as obras de piano solo de Beethoven em Nova Iorque. Em 1960, ele fez o mesmo com as sonatas para piano de Mozart. Seu repertório muito diversificado e extenso também incluiu compositores como Honegger, d'Indy, Martinů, Stravinsky, Szymanowski e Villa-Lobos. Em 1979, o pianista gravou várias obras de Lodovico Giustini em um pianoforte Cristofori restaurado. Estas obras foram encomendadas pela Cristofori e são as primeiras composições conhecidas escritas especificamente para piano.
Horszowski se apresentou duas vezes na Casa Branca: com Casals e Schneider em 1961 para o presidente Kennedy e uma apresentação solo em 1979 para o presidente Carter.
Horszowski foi amplamente gravado e pode ser ouvido na HMV, Columbia, RCA, Vanguard, Nonesuch e outras gravadoras. Suas gravações finais para Nonesuch foram feitas quando ele tinha cerca de noventa anos. Ele também lecionou no Curtis Institute of Music na Filadélfia, onde seus alunos incluíram Robert Dennison, Julius Eastman, Richard Goode, Dina Koston, Anton Kuerti, Murray Perahia, Peter Serkin, Steven De Groote, Kathryn Selby, Cecile Licade Leslie Spotz.

### Final da vida
Em 1981, Horszowski, de 89 anos, casou-se com Bice Costa, uma pianista italiana. Bice posteriormente editou as memórias de Horszowski e um volume da correspondência de sua mãe sobre os primeiros anos de Horszowski. Ela também descobriu e gravou algumas canções compostas por Horszowski em textos franceses por volta de 1913–1914.

A última apresentação de Horszowski ocorreu na Filadélfia em outubro de 1991. Ele morreu naquela cidade um mês antes de seu 101º aniversário. Ele deu sua lição final uma semana antes de sua morte.